# Theatrum Orbis Terrarum

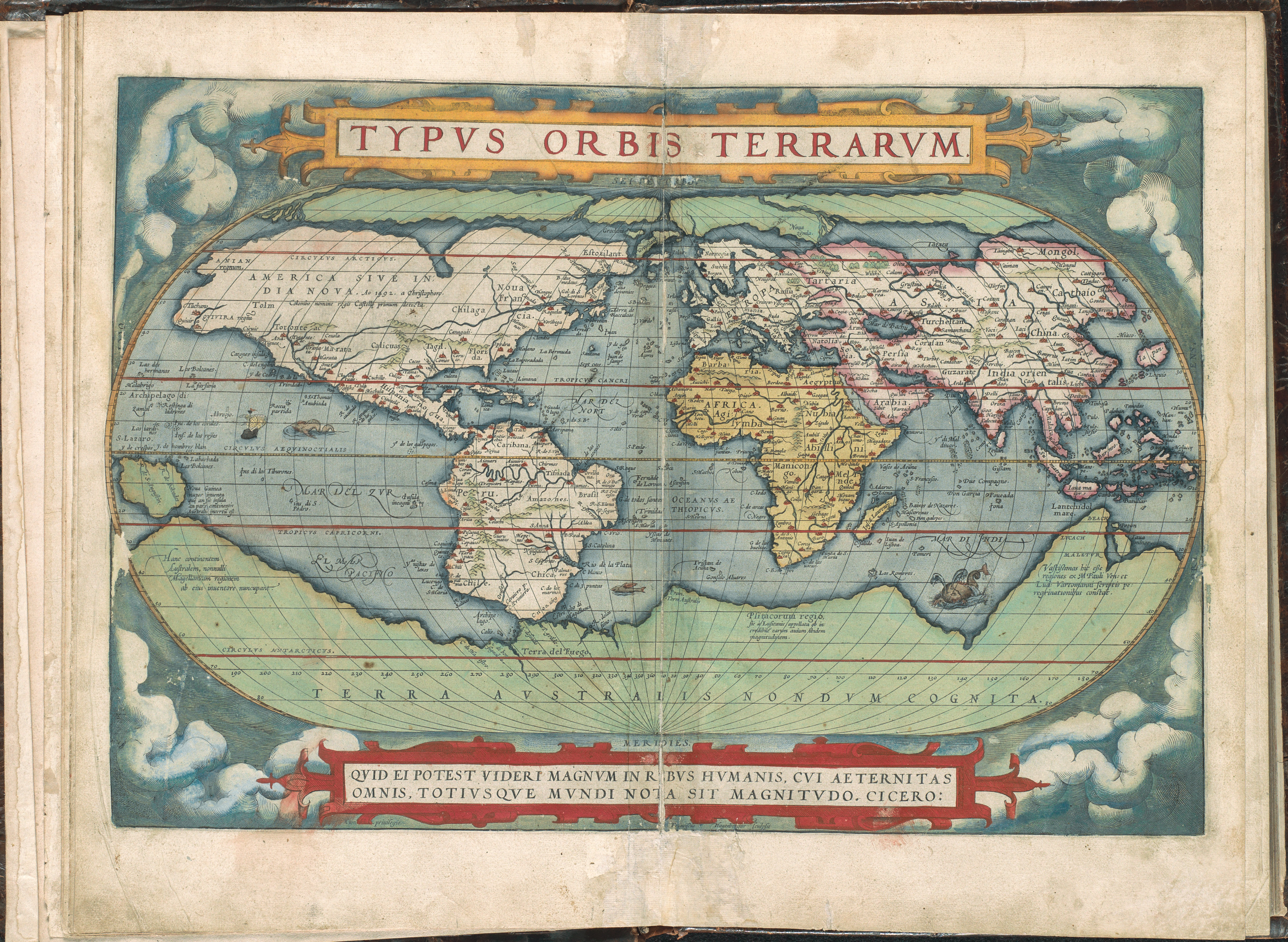
De geheele Weerelt, wereldkaart uit een Nederlandse uitgave van het Theatrum Orbis Terrarum uit 1571.

Het Theatrum Orbis Terrarum is de eerste uitgegeven wereldatlas. Het werd voor het eerst uitgebracht op 20 mei 1570, samengesteld door Abraham Ortelius,  uitgegeven door Gillis Coppens van Diest (Aegidius Coppenius Diesth) en gesponsord door de reder Gillis Hooftman.. Vanaf 1579 werden de versies van de atlas gedrukt en uitgegeven door het bedrijf van Christoffel Plantijn. 

## Samenstelling
De atlas bevatte nagenoeg geen kaarten van de hand van Ortelius, maar bundelde 53 kaarten van andere meesters met bronvermelding. Voorheen waren enkel bundelingen van ongelijksoortige kaarten uitgebracht, sommige op maat en bestelling. Ortelius echter liet de kaarten voor deze atlas alle in dezelfde stijl en op dezelfde maat op koperplaten graveren, logisch geordend naar continent, streek en staat. Hij voorzag de kaarten bovendien van een beschrijvend commentaar en doorverwijzingen op de keerzijde. Zo werd voor het eerst alle West-Europese kennis van de wereld samengebracht in één boek.
In de bibliografie, de sectie Catalogus Auctorum, werden niet alleen de 33 cartografen vermeld van wie werk in het Theatrum werd opgenomen (in die tijd nog niet de gewoonte), maar ook de in totaal 87 cartografen van de 16e eeuw die Ortelius kende. Deze lijst groeide in elke Latijnse editie en omvatte in 1601 niet minder dan 183 namen. Onder de bronnen worden onder andere de volgende genoemd:
- voor de wereldkaart
  - de wereldkaart (1561) van Jacobo Gastaldi,
  - de portolaan van de Atlantische kust (1562) van Diego Gutierrez,
  - de wereldkaart (1569) van Gerardus Mercator, waarvan wel 8 kaarten uit het Theatrum werden afgeleid.
- voor de kaart van Europa
  - de wandkaart (1554) van Mercator
  - de kaart van Scandinavië (1539) van Olaus Magnus

De kaart van Azië was afgeleid van zijn eigen Azië-kaart uit 1567, die op haar beurt geïnspireerd was op die van Gastaldi (1559). Ook voor de Afrika-kaart refereerde hij naar Gastaldi.
Dit werk van Ortelius bestond uit een verzameling van de beste kaarten, verfijnd door hemzelf, gecombineerd tot één kaart of juist opgesplitst over meerdere en op dezelfde maat gebracht (folia van ongeveer 35 x 50 cm). De naamgeving en plaatscoördinaten waren echter niet genormaliseerd.

## Concurrentie
Van minstens even groot belang is wel de context waarin het Theatrum tot stand kwam. Er was stevige competitie: andere cartografen bereidden rond dezelfde tijd hun eigen atlas voor. Gerard de Jode, die met Ortelius had samengewerkt aan zijn wereldkaart van 1564, werkte aan zijn eigen Speculum Orbis Terrarum, die echter sterke vertraging kende en pas in 1578 uitkwam. De Keulenaar Georg Braun zat Ortelius dichter op de hielen, en had in 1572 zijn atlas Civitates Orbis Terrarum klaar voor publicatie. Ortelius, in toenemende mate vermogend door de succesvolle verkoop van zijn atlassen, kon ook rekenen op financiers en vaklieden die hij had leren kennen als zakenman, geleerde en illustrator, en kon zijn werk het eerst afronden.

## Uitgaven
De gegoede middenklasse, die veel interesse had in kennis en wetenschap, bleek erg veel belangstelling te hebben voor het handige formaat en de samenbundeling van kennis. Voor kopers die het Latijn niet machtig waren, verschenen er eind 1572 naast drie Latijnse, ook al een Nederlandse, Duitse en Franse editie. Dit snelle succes zette Ortelius ertoe aan het Theatrum voortdurend uit te breiden en te verbeteren. In 1573 bracht hij nog 17 bijkomende kaarten uit, onder de titel Additamentum Theatri Orbis Terrarum, die in de volgende uitgaven van het hoofdwerk werden opgenomen, wat het totaal op 70 kaarten bracht. Bij Ortelius' dood in 1598 waren vijfentwintig uitgaven verschenen in 7 verschillende talen. Uiteindelijk, in 1612, telde het Theatrum 167 kaarten, en hadden de 31 uitgaven een gezamenlijke oplage van 8100 stuks bereikt. Vanaf 1579 werden de versies van de atlas gedrukt bij Plantijn.

## Structuur
Al die uitgaven hadden dezelfde structuur. Zij begon met een allegorische titelpagina, waarop de vijf bekende werelddelen allegorisch als vrouwen werden voorgesteld, met Europa als de koningin. Dan volgde een opdracht aan Filips II, koning van Spanje en de Nederlanden, en een gedicht van Adolphus Mekerchus (Adolf van Meetkercke). Vanaf 1579 bevatten de edities een portret van Ortelius door Philip Galle, een inleiding door Ortelius, in de Latijnse edities gevolgd door een aanbeveling door Mercator. Daarop volgen de bibliografie (Catalogus Auctorum), een index (Index Tabularum), de kaarten met tekst op keerzijde, vanaf 1579 in de Latijnse edities gevolgd door een register van plaatsnamen in de oudheid (Nomenclator), de verhandeling de Mona Druidum insula van de Welshe wetenschapper Humfred Lhuyd (Humphrey Llwyd) over het druïdeneiland Anglesey, en ten slotte het privilege en een colophon.